# Карпеев, Владимир Михайлович
Влади́мир Миха́йлович Карпе́ев (29 сентября 1938, Бородино, Гаврилово-Посадский район, Ивановская область, РСФСР, СССР) ― советский и российский художник, скульптор, член Союза художников СССР с 1973 года. Сотрудник Марийских мастерских Художественного фонда РСФСР (1967―1988). Заслуженный художник Республики Марий Эл (1999).

## Биография
Родился 29 сентября 1938 года в с. Бородино Гаврилово-Посадского района Ивановской области. 
В 1959 году окончил Московское промышленно-художественное училище имени М. Калинина. По его окончании работал в Краснодарском крае на комбинате по выпуску изделий из гипсового камня. В 1967 году окончил Московское высшее художественно-промышленное училище.
В 1967 году приехал в Йошкар-Олу и включился в творческую деятельность Союза художников Марийской АССР, до 1988 года ― сотрудник Марийских мастерских Художественного фонда РСФСР.
В настоящее время живёт и работает в Йошкар-Оле.

## Художественное творчество
В 1973 году за произведения в медальерном искусстве, участвовавшие в республиканских, всесоюзных, мировых выставках и имевшие высокие награды, был принят в Союз художников СССР.
В первую очередь стал известен как мастер станковой и монументальной скульптуры. Но он работает и в медальерном искусстве, где стал одним из первых в Марийском республике, в портретном и анималистическом жанре. Известен своими работами «Слово о полку Игореве» (1969), «Джордано Бруно» (1968), «12 апреля 1961 года. Первый полёт человека в космос» (1974), которые экспонировались на российских и международных выставках. Медали «Петров-Водкин» (1971) и диптих «Вставай, страна огромная!» (1974) были удостоены Диплома первой степени Союза художников СССР.
Автор портретов женщин, юношей, ветеранов Великой Отечественной войны, представителей творческой интеллигенции: образов писателей А. С. Крупнякова (1973) и С. Н. Николаева (1976), архитектора П. А. Самсонова (1972), академика В. П. Мосолова, Героя Советского Союза М. А. Зарецких. Новыми пластическими качествами выделяются мемориальные доски первому марийскому композитору И. С. Ключникову-Палантаю, первому представителю марийского ревкома И. П. Петрову (1980), хирургу Г. Н. Качмашеву (1982), Герою Советского Союза лётчику З. В. Семенюку (2000).
Жанровые композиции «Жаворонок» (1979), «Деревенский мальчик» (1983), «Читающая» (1985), «У ручья» связаны с биографией скульптора.
Многие его скульптурные работы расположены в г. Йошкар-Оле: скульптурная композиция «Корова с телёнком», скульптура «Материнство», памятник первому прокурору Марий Эл Н. М. Пиксаеву и др.
Участник выставок в Варшаве и Будапеште, Москве и Нижний Новгород, Йошкар-Оле и других городах России.
Работы художника хранятся в музеях Республики Марий Эл: Национальном музее имени Т. Евсеева, Республиканском музее изобразительных искусств и многих других музеях, галереях и частных коллекциях страны.
В 1999 году ему присвоено почётное звание «Заслуженный художник Республики Марий Эл». Награждён медалями и Почётной грамотой Президиума Верховного Совета Марийской АССР.

## Признание
- Заслуженный художник Республики Марий Эл (1999)[1][4]
- Почётная грамота Президиума Верховного Совета Марийской АССР (1989)[1]